# 양샤오치
양샤오치(중국어 간체자: 杨绍崎, 杨劭琦, 정체자: 楊紹崎, 楊劭琦, 병음: Liáng Qín, 한자음: 양소기, 1976년 2월 8일~)은 중화인민공화국의 펜싱 선수로 주 종목은 에페이다. 2000년 하계 올림픽 여자 에페 단체전 동메달을 획득했고 세계 선수권 대회에서 은메달 1개를 획득했다.